# Albertshofen
Albertshofen er en kommune i Landkreis Kitzingen i Regierungsbezirk Unterfranken, i den tyske delstat Bayern. Den er en del af Verwaltungsgemeinschaft Kitzingenn.

## Geografi
Byen ligger ved Main og er forbundet med nabokommunen Mainstockheim med en færge over floden.
Albertshofen er et af de betydeligste grøntsagsdyrkningsområder i Bayern. Herudover l er det en del af vindistriktet Herrgottsweg.